# Liurai (Turiscai)
Liurai ist ein osttimoresischer Suco im Verwaltungsamt Turiscai (Gemeinde Manufahi).

## Geographie

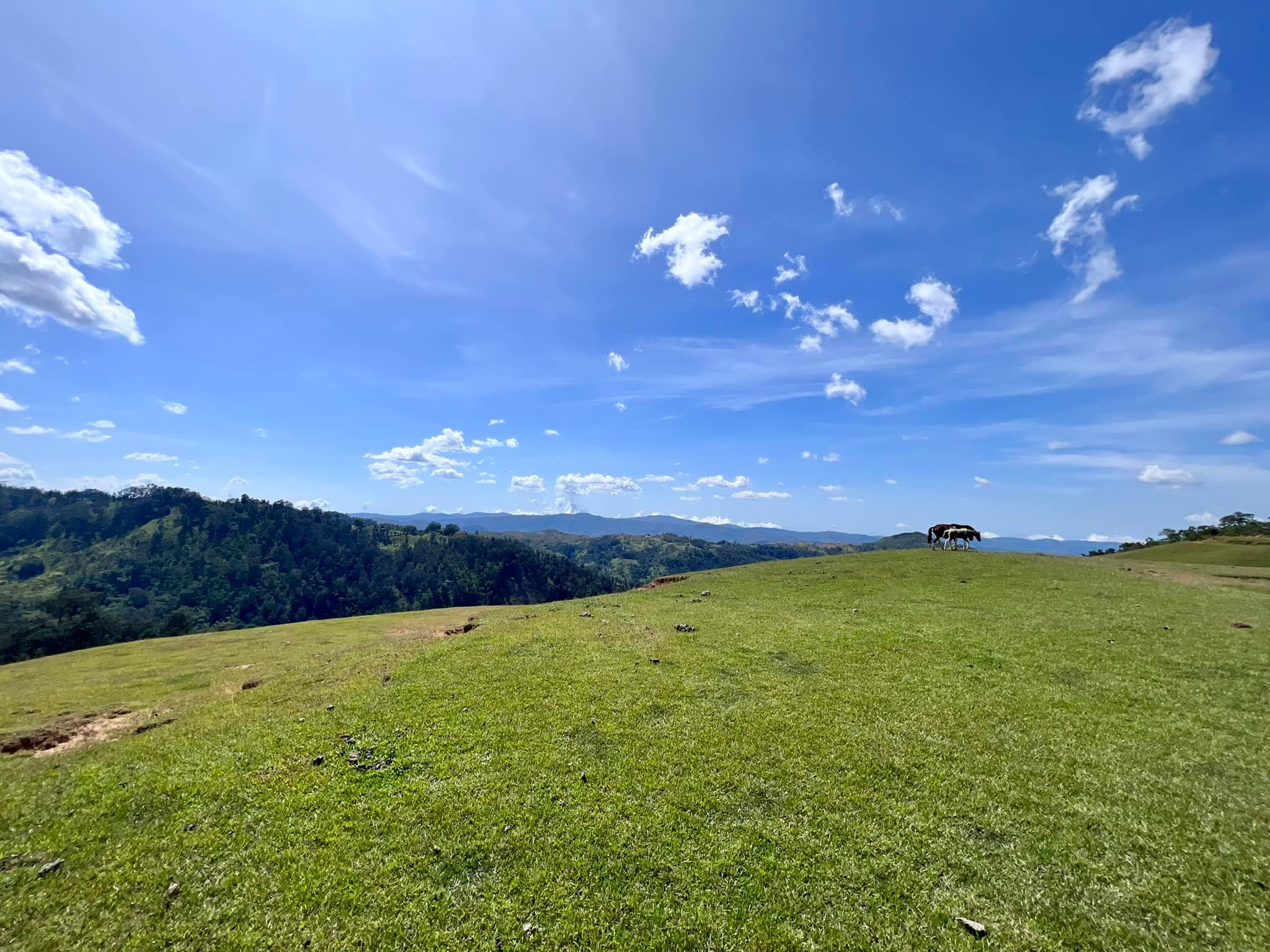
Im Suco Liurai

Vor der Gebietsreform 2015 hatte Liurai eine Fläche von 18,97 km². Nun sind es 18,64 km². Der Suco liegt im Norden des Verwaltungsamts Turiscai. Nordöstlich liegt der Suco Lessuata, südöstlich der Suco Matorec, südlich der Suco Beremana, westlich der Suco Manumera und nordwestlich der Suco Caimauc. Im Norden grenzt Liurai an das zur Gemeinde Aileu gehörende Verwaltungsamt Lequidoe mit seinem Suco Faturilau. Im Südosten von Liurai entspringt der Fluss Manotana, der an der Grenze zu Lessuata zum Haru wird. Im Westen entspringt der Manorana, der quer durch den Suco fließt und in den Haru mündet. Der Haru fließt schließlich in den Lana, dem nördlichen Grenzfluss von Liurai. Die Flüsse gehören zum System des Nördlichen Laclós. Entlang eines Teils der Südgrenze zu Beremana fließt ein Quellfluss des Caraulun entlang.
Größere Straßen, die den Suco mit der Außenwelt verbinden, fehlen. So mussten für die Parlamentswahlen in Osttimor 2007 die Wahlurnen zum Wahllokal im Sitz des Sucos mit einem Hubschrauber hingebracht und wieder abgeholt werden. Im Süden liegen die Dörfer Turiscai Lau (Turiscailau, Turiscalai), Fohonaru (Fohonaro), Bilimano (Binimalo) und Marcoluli (Markoluli, Morcoluli). Im Osten befinden sich die Orte Fanolelo (Fanulelo) und Titilauai (Titilawai, Tetilawai, Telilawal). In Marcoluli gibt es eine Grundschule.
Im Suco befinden sich die sechs Aldeias Bilimano, Fanolelo, Fohonaru, Marcoluli, Titilauai und Turiscai Lau.

## Einwohner
Im Suco leben 601 Einwohner (2022), davon sind 323 Männer und 278 Frauen. Im Suco gibt es 106 Haushalte. Fast 49 % der Einwohner geben Mambai als ihre Muttersprache an. Fast 26 % sprechen Isní, 11 % Dadu'a, 10 % Tetum Prasa, 5 % Galoli und eine kleine Minderheit Kemak.

## Geschichte
Im März 1976 drangen indonesische Truppen in das Verwaltungsamt Turiscai ein. Es kam zu Kämpfen im Suco Liurai, als dieser besetzt wurde. Fünf FALINTIL-Kämpfer kamen ums Leben, von der geflohenen Bevölkerung kamen 300 wegen Krankheiten und Hunger ums Leben. Weitere 250 starben im Jahr darauf durch Hunger und Krankheit, als sie aus Lequidoe erneut vertrieben wurden.
Von 1980 bis 1981 lebten die Einwohner von Liurai zwangsweise in Turiscai. In dieser Zeit wurden eine Frau und zwei 14 Jahre alte Mädchen von indonesischen Soldaten vergewaltigt.

## Politik
Bei den Wahlen von 2004/2005 wurde Luís de Jesus Nunes zum Chefe de Suco gewählt. Bei den Wahlen 2009 gewann Luís Barbosa und 2016 Gaspar de Araújo.